# 赵予熙
赵予熙（1988年12月16日—），原名莫熙儿，四川成都（一说河南省洛阳市）人，中国大陆知名歌手、演员和模特儿。

## 生平
1988年12月16日（一说1990年），赵予熙出生在四川省成都市（一说河南省洛阳市），大学就读于四川省艺术学院。
2010年10月10日，赵予熙推出个人首支单曲《飞行云端》，从此进入娱乐圈。2011年凭借电影《青春失乐园》而走红。同年受邀给《男人装》拍摄绳索捆绑照片。

### 微博陪睡门
歌手莫熙儿在2011年新浪微博发表博文：“一路走来发现已身心疲惫不是你想努力就能有收获。演艺圈有它不为人知的交际规则，前天在资深音乐人徐哥那里听说，要想在圈内获得更快的发展和人脉最好能和某位巨星搭上关系以便拓展圈内资源，不少女新人都是情愿当某些巨星和大腕的陪睡女友（不会以男女朋友要求对方）通过陪睡换取更多的交际圈和人脉资源。”引来媒体和网友的猜测。纷纷猜测其所指的“巨星”到底是哪一位，陈冠希、洪金宝、罗志祥、韩庚等大腕明星被称为重点对象。莫熙儿不得不出面澄清：“我原微博的本意只是感慨这个现象而已，完全没有暗指和影射这些名单中的前辈们，望大家不要猜测了，也别再炒作这事了。”事情才告一段落，网友怀疑其自我炒作。此事也暴露了娱乐界陪睡的潜规则，新人歌手、演员和模特儿为了获得人脉资源以及大腕提供的机会，纷纷自愿作为巨星、大腕们的陪睡女友。

## 作品

### 单曲
- 2011年10月9日 《飞行云端》

- 2011年11月2日 《刺猬效应》

### 电影
| 年份   | 中文名称         | 角色     | 备注                                              |
| ------ | ---------------- | -------- | ------------------------------------------------- |
| 2011年 | 青春失乐园       | 熙儿     | 熙儿加入的音乐组合名叫“”。                        |
| 2012年 | 目击者           | 饭馆小妹 |                                                   |
| 2013年 | 愛愛囧事         | 蘇曼     |                                                   |
| 2014年 | 我是你的野蠻女友 | 沈傲男   | 沈傲男是廣告公司的接班人， 野蠻動人被追求者眾多。 |

### 电視
| 年份 | 名字                     | 角色            | 备注       |
| ---- | ------------------------ | --------------- | ---------- |
| 2010 | 《雅典娜女神／青春烈火》 | 清水玲奈        |            |
| 2015 | 《我的美女老师》         | 罗茜            | 网络剧     |
| 2016 | 《女总裁的贴身高手》     | 云诗彤          | 网络剧     |
| 2016 | 《女总裁的贴身高手2》    | 云诗彤          | 网络剧     |
| 2016 | 《美人为馅》             | 顾然            | 网络剧     |
| 2017 | 《云巅之上》             | 方冰冰          |            |
| 2017 | 《假凤虚凰》             | 叶清歌          | 网络剧     |
| 2017 | 《最好的安排》           | 贾小朵          |            |
| 2018 | 《莽荒纪》               | 九莲            |            |
| 2019 | 《你是我的答案》         | 林瑶            |            |
| 2023 | 《爱雨满森林》           | 秦子青          | 2016年拍攝 |
| 待播 | 《穿越人海拥抱你》       | 倪笑            |            |
| 待播 | 《战警》                 |                 |            |
| 待播 | 《少帝康熙》             | 博尔济吉特·乌兰 |            |

## 外部連結
- 赵予熙的新浪微博
- 赵予熙在豆瓣上的资料（简体中文）